# Arcieparchia di Cipro
L'arcieparchia di Cipro (in latino Archieparchia Cyprensis Maronitarum) è una sede della Chiesa maronita a Cipro. Nel 2023 contava 13.465 battezzati su 882.850 abitanti. È retta dall'arcieparca Selim Jean Sfeir.

## Territorio
L'arcieparchia estende la sua giurisdizione su tutti i fedeli maroniti dell'isola di Cipro.
Sede arcieparchiale è la città di Nicosia, dove si trova la cattedrale di Nostra Signora delle Grazie.
Il territorio è suddiviso in 12 parrocchie.

## Storia
La comunità maronita si è insediata nel IX secolo nella parte settentrionale di Cipro ed ha attraversato tutte le vicissitudini della comunità cristiana dell'isola: l'occupazione dei Francesi (1191-1489), dei Veneziani (1489-1571) e degli Ottomani (1571-1832), riuscendo a sopravvivere e a progredire.
Una comunità maronita cipriota in comunione con Roma è segnalata fin dal XIII secolo. La serie episcopale cattolica inizia nell'anno 1357, quando nelle mani dell'arcivescovo latino di Nicosia la comunità maronita con il suo vescovo emette una professione di fede cattolica. Quest'unione è confermata e rafforzata dalla bolla Benedictus sit Deus promulgata da papa Eugenio IV durante il Concilio di Basilea, Ferrara e Firenze il 7 agosto 1455.
La comunità maronita di Cipro era la più numerosa comunità di cristiani orientali, dopo quella greca. Durante l'occupazione latina dell'isola, prima con i Lusignano e poi con i Veneziani, i maroniti crebbero di numero, grazie ai numerosi privilegi e proprietà loro accordate dai nuovi padroni dell'isola; a loro erano sottomessi una sessantina di villaggi e, secondo le stime riportate da Hackett, il numero dei fedeli si aggirava attorno ai 180.000. Tuttavia, con l'occupazione ottomana di Cipro, la situazione peggiora per la comunità maronita, che vide ridursi drasticamente il numero dei fedeli e delle comunità.
L'arcieparchia fu eretta canonicamente nel sinodo maronita del Monte Libano del 1736. Dalla fine del XVI secolo i vescovi maroniti, che fino a quel momento avevano sempre risieduto a Nicosia, iniziarono a porre la loro sede sul continente e fecero ritorno sull'isola solo a partire dall'Ottocento. In questo periodo furono i preti latini ad occuparsi delle poche comunità maronite dell'isola.
Nel 1974 la Turchia ha invaso il nord della Repubblica di Cipro, occupando e detenendo illegalmente proprio la parte settentrionale del suo territorio. La comunità maronita ha dovuto lasciare le proprie case per trasferirsi a sud. Nella cittadina di Kormakitis (50 km da Nicosia), cuore della comunità, tutte le chiese e gli edifici sacri ai cristiani hanno subito un cambio di destinazione, diventando magazzini, musei o persino moschee. Oggi è l'unico centro della Repubblica turca in cui vivono ancora dei cristiani maroniti, circa 130 persone. Due villaggi sono stati trasformati in basi militari turche. Vi è un'unica chiesa al nord, dedicata a San Giorgio, in cui è permesso celebrare il culto.
Nel 2003 è stata introdotta la libertà di circolazione da una parte all'altra dell'isola, per cui i maroniti hanno potuto riallacciare i rapporti che erano stati troncati trent'anni prima.
Dal 4 al 6 giugno 2010 papa Benedetto XVI ha effettuato una visita apostolica alla comunità cristiana di Cipro; si è trattato della prima volta di un papa nell'isola cipriota.
Dal 2 al 4 dicembre 2021 l'isola ha ricevuto la visita di papa Francesco.

## Cronotassi dei vescovi
Si omettono i periodi di sede vacante non superiori ai 2 anni o non storicamente accertati.
- Youhanna † (menzionato nel 1357)
- Jacob Al Matrity † (menzionato nel 1385)
- Elias † (prima del 1431 - dopo il 1445)
- Youssef † (? - 1505)
- Gebrayel Al Qela'î † (1505 - 1516 deceduto)
- Maroun † (1516 - ?)
- Antonios † (menzionato nel 1523)
- Girgis Al Hadthy † (menzionato nel 1528)
- Eliya Al Hadthy † (menzionato nel 1530)
- Francis † (menzionato nel 1531)
- Marcos Al Baytomini † (menzionato nel 1552)
- Girgiss † (menzionato nel 1562)
- Julios † (menzionato nel 1567)
- Youssef † (? - 1588 deceduto)
- Youhanna † (1588 - 1596)
- Moise Anaisi di Akura † (1598 - 1614)
- Girgis Maroun Al Hidnani † (1614 - 1634)
- Elias Al Hidnani † (menzionato nel 1652)
- Sarkis Al Jamri † (1662 - 1668 deceduto)
- Beato Stefano Douayhy † (8 luglio 1668 - maggio 1670 eletto patriarca di Antiochia)[4]
- Lucas Karbassi † (1671 - 1673)
- Boutros Doumit Makhlouf  † (1674 - 1681)
- Youssef † (1682 - 1687)
- Gabriele Hawa, O.L.M. † (1723 - ? dimesso)
- Toubia Al Khazen † (prima del 1736 - 28 marzo 1757 confermato patriarca di Antiochia)
- Elias Al Gemayel † (? - 1786 deceduto)
- Philibos Al Gemayel † (1786 succeduto - 14 giugno 1795 eletto patriarca di Antiochia)
- Abdullah Blibl (Abdalla Blaibel) † (12 marzo 1798 - 1º marzo 1842 deceduto)
- Giuseppe Giagia † (26 dicembre 1843 - 1878 dimesso)
- Youssef Al Zoghbi † (1883 - 17 dicembre 1890 deceduto)
- Nemtallah Selwan † (12 giugno 1892 - 18 settembre 1905 deceduto)
- Boutros Al Zoghbi † (11 febbraio 1906 - 28 ottobre 1910 deceduto)
- Paul Auad † (11 febbraio 1911 - 30 gennaio 1941 dimesso[5])
- François Ayoub † (28 novembre 1942 - 16 aprile 1954 nominato arcieparca di Aleppo)
- Elie Farah † (16 aprile 1954 - 4 aprile 1986 ritirato)
- Joseph Mohsen Béchara † (4 aprile 1986 - 11 giugno 1988 nominato arcieparca di Antélias)
- Boutros Gemayel † (11 giugno 1988 - 29 ottobre 2008 ritirato)
- Youssef Antoine Soueif (29 ottobre 2008 - 1º novembre 2020 nominato arcieparca di Tripoli)
- Selim Jean Sfeir, dal 19 giugno 2021[6]

## Statistiche
L'arcieparchia nel 2023 su una popolazione di 882.850 persone contava 13.465 battezzati, corrispondenti all'1,5% del totale.
| anno | popolazione | popolazione | popolazione | presbiteri | presbiteri | presbiteri | presbiteri                | diaconi | religiosi | religiosi | parrocchie |
| anno | battezzati  | totale      | %           | numero     | secolari   | regolari   | battezzati per presbitero | diaconi | uomini    | donne     | parrocchie |
| ---- | ----------- | ----------- | ----------- | ---------- | ---------- | ---------- | ------------------------- | ------- | --------- | --------- | ---------- |
| 1950 | 36.646      | 63.237      | 58,0        | 76         | 61         | 15         | 482                       |         | 39        | 24        | 90         |
| 1969 | 80.000      | ?           | ?           | 101        | 68         | 33         | 792                       |         | 57        | 300       | 43         |
| 1980 | 155.700     | ?           | ?           | 117        | 62         | 55         | 1.330                     |         | 74        | 473       | 108        |
| 1990 | 10.500      | 600.000     | 1,8         | 10         | 6          | 4          | 1.050                     |         | 7         | 5         | 10         |
| 1999 | 10.000      | 775.000     | 1,3         | 8          | 6          | 2          | 1.250                     |         | 5         | 3         | 9          |
| 2000 | 10.000      | 775.000     | 1,3         | 12         | 10         | 2          | 833                       |         | 5         | 3         | 9          |
| 2001 | 10.000      | 780.000     | 1,3         | 12         | 10         | 2          | 833                       |         | 5         | 3         | 9          |
| 2002 | 10.000      | 783.000     | 1,3         | 12         | 10         | 2          | 833                       |         | 5         | 3         | 9          |
| 2003 | 10.000      | 780.000     | 1,3         | 7          | 5          | 2          | 1.428                     |         | 5         | 3         | 9          |
| 2004 | 10.000      | 780.000     | 1,3         | 7          | 5          | 2          | 1.428                     |         | 5         | 3         | 9          |
| 2006 | 10.000      | 780.000     | 1,3         | 7          | 5          | 2          | 1.428                     |         | 5         | 3         | 9          |
| 2013 | 10.400      | 838.897     | 1,2         | 11         | 9          | 2          | 945                       | 1       | 2         | 3         | 12         |
| 2016 | 10.000      | 838.897     | 1,2         | 12         | 8          | 4          | 833                       | 3       | 4         | 3         | 12         |
| 2019 | 13.000      | 842.900     | 1,5         | 12         | 9          | 3          | 1.083                     | 3       | 3         | 3         | 12         |
| 2021 | 13.170      | 861.280     | 1,5         | 11         | 10         | 1          | 1.197                     | 3       | 1         | 3         | 12         |
| 2023 | 13.465      | 882.850     | 1,5         | 12         | 10         | 2          | 1.122                     | 3       | 2         | 2         | 12         |